# Saturday Night (Whigfield)
Saturday Night è il singolo di debutto di Whigfield, prodotto da Larry Pignagnoli e Davide Riva, con la voce della cantautrice britannica Annerley Gordon e l'immagine dell'ex modella Sannie Carlson, diventando un grande successo nel 1994.

## Descrizione
I produttori italiani Davide Riva e Larry Pignagnoli, che aveva portato al successo Ivana Spagna negli anni ottanta, ingaggiarono l'ex-modella danese Sannie Carlson, dandole il nome d'arte Whigfield. La canzone divenne insospettabilmente uno dei più notevoli successi del periodo, sul quale fu anche creata una particolare coreografia, ballatissima nelle discoteche di tutta Europa.

## Controversie
Due accuse di plagio furono mosse contro Whigfield. Fu asserito che la canzone era copiata sia da Rub A Dub Dub dei The Equals sia da Fog on the Tyne di Lindisfarne. Entrambe le accuse, tuttavia furono giudicate infondate. Non ci furono azioni legali, tuttavia, fu notata anche una certa somiglianza fra la melodia di Saturday Night e quella di Spanish Bombs dei Clash. Il singolo inoltre esordisce con un campionamento del singolo "One More Mission", pubblicato nel 1980 dalla band space rock francese Rockets.
Un'altra controversia riguarda il video della canzone.
Apparentemente sembra che la cantante si stia preparando per uscire ad un appuntamento romantico, ma se si fa bene attenzione ai particolari si noterà che, tra le tante foto di bei ragazzi, sceglie e bacia quella che sembra essere la foto di un demone o comunque di un essere mostruoso, il che dà alla canzone un tono decisamente più macabro del motivetto allegro che tutti conoscono.

## Tracce
CD single - UK [SYSCD3]
1. "Saturday Night" (Radio Mix)
2. "Saturday Night" (Extended Nite Mix)
3. "Saturday Night" (Nite Mix)
4. "Saturday Night" (Beagle Mix)
5. "Saturday Night" (Dida Mix)
6. "Saturday Night" (Deep Nite Mix)
7. "Saturday Night" (Trance Beat Mix)

CD single - Australia (Released in 1997 in Australia)
1. "Saturday Night" (Radio Mix)
2. "Saturday Night" (Euro Beagle Mix - Radio Edit)
3. "Saturday Night" (Euro Beagle Mix - Extended)
4. "Saturday Night" (Classic Vocal Remix - US Remix)
5. "Saturday Night" (Nite Mix)
6. "Saturday Night" (Radio Edit)
7. "Saturday Night" (Beagle MIx)
8. "Saturday Night" (Deep Nite Mix)
9. "Saturday Night" (Dida Mix)
10. "Saturday Night" (Deep Nite Extra Mix)
11. "Saturday Night" (Fishbone Beat's Trance Beat Mix)
12. "Saturday Night" (Fishbone Beat's Afternoon Mix)

CD maxi - Remixes
1. "Saturday Night" (Trance Beat RMX) (4:44)
2. "Saturday Night" (Afternoon) (4:40)
3. "Saturday Night" (Deep Night Remix) (5:45)
4. "Saturday Night" (Extended Nite Remix) (5:55)
5. "Saturday Night" (Radio Mix) (4:07)

## Successo commerciale
Commercializzato a ottobre 1994, il singolo debuttò in vetta alla classifica dei singoli in Inghilterra, detronizzando i Wet Wet Wet da quindici settimane in vetta con Love Is All Around. All'epoca Whigfield fu la prima artista debuttante ad entrare nella classifica direttamente al primo posto.
Il singolo rimase in vetta per un mese, vendendo in totale 1,092,250 copie ed attualmente è il 65simo singolo più venduto nella storia della discografia inglese.

## Classifiche
| Chart (1994)                       | Peak position |
| ---------------------------------- | ------------- |
| U.S. Billboard Hot Dance Club Play | 19            |
| Austrian Singles Chart             | 4             |
| Dutch Singles Chart                | 17            |
| French Singles Chart               | 2             |
| German Singles Chart               | 1             |
| Irish Singles Chart                | 18            |
| Italian Singles Chart              | 1             |
| Norwegian Singles Chart            | 2             |
| Swedish Singles Chart              | 9             |
| Swiss Singles Chart                | 1             |
| UK Singles Chart                   | 1             |